# Dafne (Antioquia)
Dafne (grec antic: Δάφνη, llatí: Daphne) fou una famosa cova i santuari d'Apol·lo prop d'Antioquia de l'Orontes. Era situada al sud-oest d'Antioquia a menys de 10 km. El lloc era agradable i tenia moltes fonts (entre les quals la famosa de Castàlia) i arbres. El santuari tenia el privilegi d'asil.
Fou fundat per Seleuc I Nicàtor com a centre religiós per glorificar a la família a través d'Apol·lo, i va rebre els honors del santuari de Delfos a Grècia. El temple d'Apol·lo i el de Diana foren construïts per Seleuc, a qui es duen també uns banys, uns jardins i unes columnates. L'estàtua del deu fou colossal, en part feta de marbre i en part de fusta (obra de l'escultor Briaxis d'Atenes), i uns jocs e van establir en honor seu (anomenats Jocs de Dafne).
Fou centre de peregrinació durant segles (dominis selèucida i romà) fins al temps de Constantí. Pompeu va engrandir el conjunt i Trajà va restaurar alguns edificis destruïts per un terratrèmol. Còmode va instituir uns jocs olímpics a Antioquia a celebrar en un estadi de Dafne.
La decadència es va accentuar després de Julià l'Apòstata. L'emperador Zenó la va establir com a ciutat síria ordinària.
Era segurament al lloc actual de Beit-el-Maa. La seva possible ubicació alternativa a Babyla sembla que és massa llunyana a l'antiga Antioquia per ser correcta.